# Paranhos (Amares)
Paranhos is een plaats (freguesia) in de Portugese gemeente Amares en telt 155 inwoners (2001).

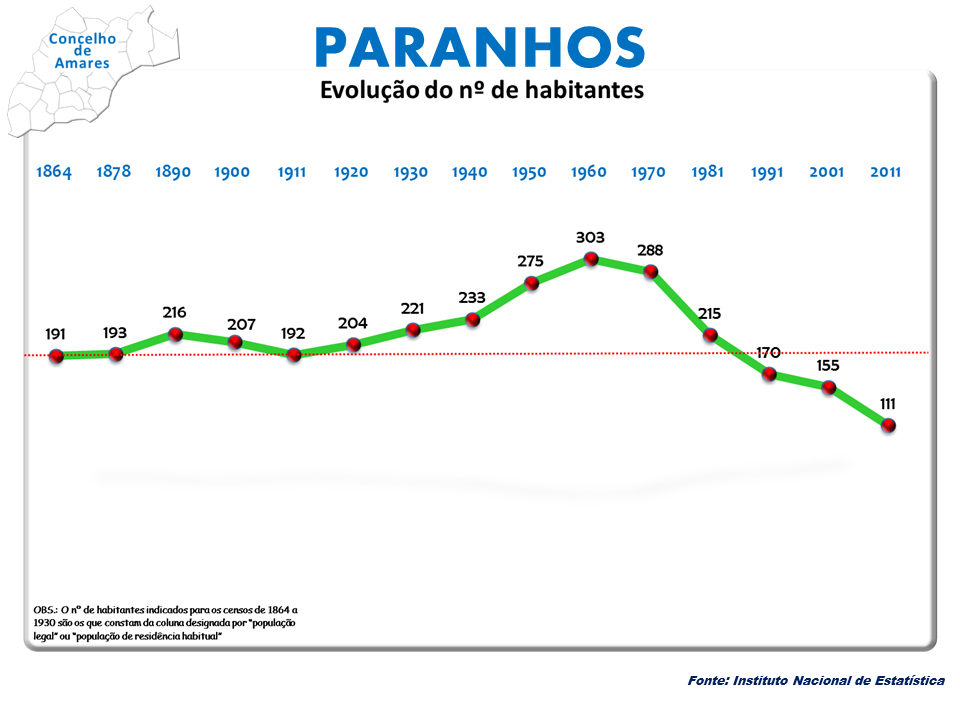
Bevolkingsontwikkeling tussen 1864 en 2011